# Ruhango
Ruhango est une ville du Rwanda, capitale de la Province du Sud.

## Personnalités liées à la communauté
- Paul Kagame (1957- ), personnalité politique rwandaise, président du Rwanda depuis 2000 et président de l'Union africaine de 2018 à 2019.